# Berliner Hof (Nauen)

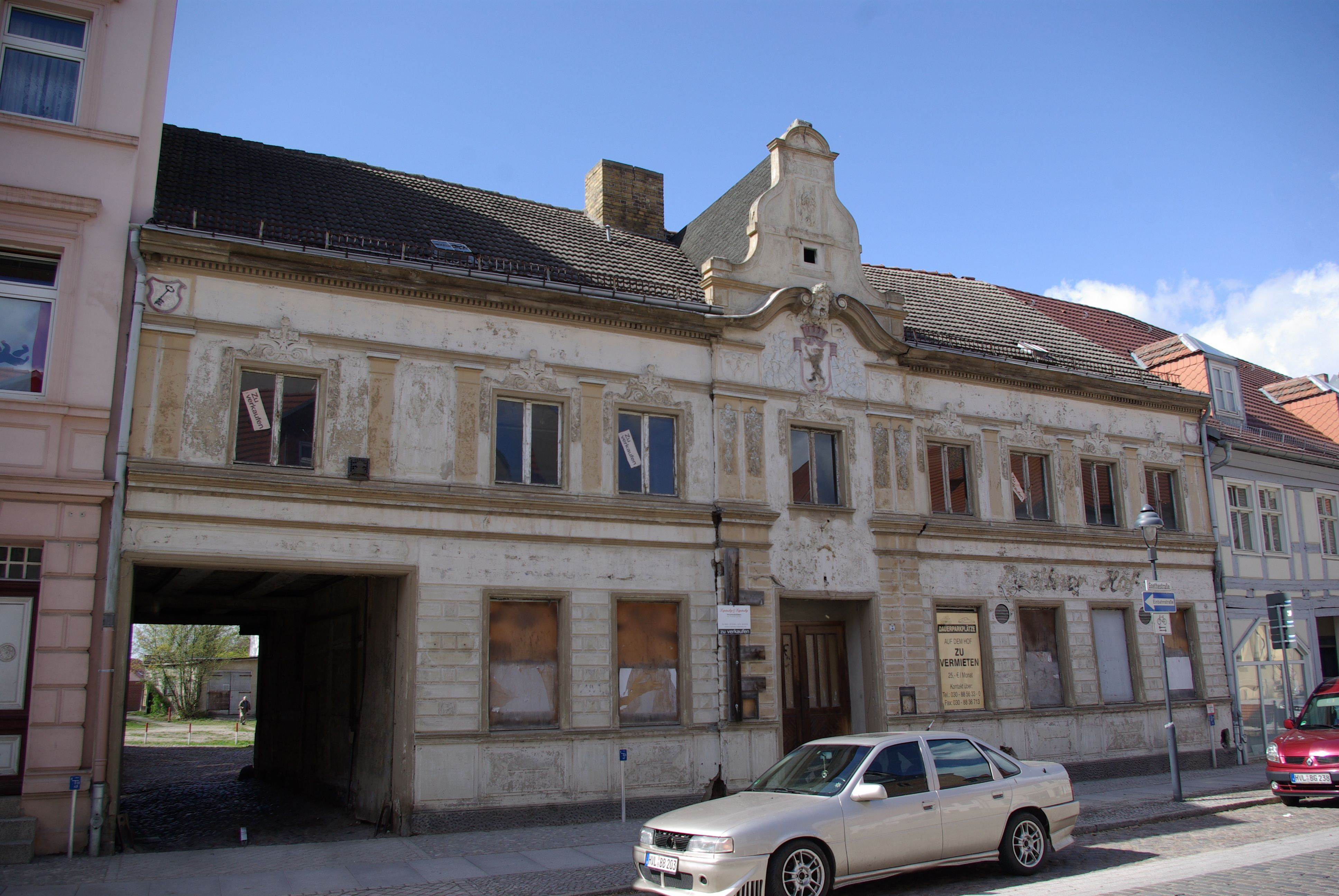
Berliner Hof in Nauen vor Beginn der Sanierung (April 2010)

Der Berliner Hof ist ein ehemaliger Gasthof in der Altstadt von Nauen im brandenburgischen Landkreis Havelland. Die erhaltenen Gebäude der Goethestraße 54 stehen unter Denkmalschutz. Nachdem die Gebäude jahrelang leerstanden, plant ein neuer Eigentümer nun den Betrieb einer Gaststätte mit Hotel.

## Geschichte

Vor der Fassadenumgestaltung von 1901

Das Vorderhaus an der Goethestraße sowie einige der nicht mehr erhaltenen Wirtschafts- und Stallgebäude wurden wohl um 1710, nach dem großen Stadtbrand von Nauen im Jahr 1695, in Fachwerkbauweise errichtet. Spätestens seit 1877 gehörte das Gelände Wilhelm Kraatz, der dort eine Gaststätte und Ausspanne mit dem Namen Zur Stadt Berlin betrieb. Um 1895 wurde der Seitenflügel errichtet, der eine Küche, einen Saal sowie mehrere Zimmer beherbergte. Die straßenseitige Fassade mit sichtbarem Fachwerk wurde 1901 zu der bis heute erhaltenen Stuckfassade umgestaltet. Im gleichen Zuge wurde die Gaststätte vermutlich in Berliner Hof umbenannt. 1906 wurde die Gaststätte an einen neuen Eigentümer, Hermann Bruss, verkauft.
Später übernahm Walter Krause die Geschäfte. 1939 wurde eine Zentralheizung installiert, während des Zweiten Weltkriegs wurden die großen Rundbögenfenster des Saals teils zugemauert, vermutlich um der bei Bombenangriffen angeordneten Verdunkelung besser gerecht werden zu können. Aufgrund eines Verstoßes gegen das Lebensmittelgesetz wurde Walter Krause 1941 verhaftet und kehrte nicht aus der Haft zurück. Die Geschäfte übernahm daraufhin dessen Frau Margarethe, die beim Einmarsch der sowjetischen Armee 1945 im Hof getötet wurde. Die Trauer trieb Hermann Krause daraufhin in den Suizid.
Nach dem Krieg wurden die Gebäude zunächst vom Deutschen Roten Kreuz, der Handelsorganisation (HO) und der Freien Deutschen Jugend genutzt. 1958 wurde der Berliner Hof von der HO als Gaststätte wiedereröffnet und bis 1991 betrieben. Nach der Schließung war das Gebäude zwischenzeitlich im Besitz eines Investors, der nur rudimentäre Sanierungsmaßnahmen vornahm, sodass die Gebäude zusehends verfielen. Mehrere ehemalige Stallgebäude wurden abgerissen. 2011 wurde der Berliner Hof erneut verkauft.
Der neue Eigentümer, der bereits mehrere Objekte in der Nauener Altstadt saniert hat, plant dort den Betrieb einer Gaststätte und eines Hotels mit 16 Zimmern für etwa 100 Gäste. Im Rahmen der Sanierungsarbeiten werden unter anderem die Fundamente grundlegend erneuert, die Stuckfassade in Stand gesetzt und historische Decken- und Wandgestaltungen rekonstruiert. Am Giebel des Seitenflügels soll eine neu angelegte Terrasse einen Blick über die Altstadt ermöglichen. Zudem werden Maßnahmen ergriffen, um den Gewölbekeller zu entlasten, der wohl noch aus der Zeit vor dem Bau des Vorderhauses stammt.

## Architektur
Beim Vorderhaus handelt es sich im Kern um ein in Fachwerkbauweise errichtetes Haus mit Satteldach, das sich durch eine um 1901 nachträglich straßenseitig vorgesetzte Stuckfassade auszeichnet. Die Fassade des zweistöckigen Gebäudes ist unter anderem mit ornamentalen und floralen Elementen versehen. Unterhalb des Zwerchgiebels ist das Wappen der Stadt Berlin zu sehen, zu erkennen am charakteristischen Berliner Bären. Am Zwerchgiebel selbst prangt oberhalb ein Pferdekopf, der wohl auf die frühere Nutzung des Gebäudes als Ausspanne zurückgeht, sowie die Zahl des Jahres 1901, in welchem die Fassade errichtet wurde. Das Vorderhaus besitzt einen Torweg, durch den man zum Hof gelangt.
Beim Seitenflügel handelt es sich um dreistöckiges Ziegelgebäude mit einem nur leicht geneigten Dach. Das Gebäude steht dabei nicht für sich, sondern ist an das Vorderhaus angeschlossen.